# Popoluca (volk)
De Popoluca (Popoluca Núntahá´yi, Tuncapxe) zijn een indiaans volk woonachtig in de staat Veracruz in Mexico. Er leven 62.306 Popoluca in Mexico.
De Popoluca spreken een Mixe-Zoque-taal. Zij zijn niet verwant aan de Popoloca, hoewel beide volkeren hun naam danken aan het Nahuatl woord voor 'mensen die niet verstaanbaar zijn', vergelijkbaar met de term 'barbaar' in het Oude Griekenland. De Popoluca noemen zichzelf Núntahá´yi of Tuncapxe.